# Gunvor Sigrand
Gunvor Matilda Osea Sigrand, född 8 augusti 1912 i Köpmannebro, Skålleruds socken, Älvsborgs län, död 1993, var en svensk målare och skulptör.
Hon var dotter till stationsinspektoren John Mauritz Wedlin och Gerda Svensson och från 1941 gift med sjökaptenen Ragnar Sigrand. Hon studerade vid Slöjdföreningens skola i Göteborg 1938–1940 och vid Hovedskous målarskola 1948–1951 samt studier i Frankrike 1952 och Tyskland 1953. Separat debuterade hon med en separatutställning i Göteborg 1952 som följdes av separatutställningar i bland annat Mellerud. Hon medverkade i samlingsutställningar arrangerade av Dalslands konstförening. Hennes konst består av stilleben, porträtt, barnmotiv och figurer utförda i oljemålningar samt skulpturer i gips, trä och sten. Som illustratör medverkade hon i tidskriften Kyrkan och barnen.